# Coopersville
Coopersville è un comune degli Stati Uniti d'America, situato nello Stato del Michigan, nella contea di Ottawa.